# Kościół Najświętszej Maryi Panny Matki Kościoła w Warnicach
Kościół Najświętszej Maryi Panny Matki Kościoła – rzymskokatolicki kościół parafialny należący do parafii pod tym samym wezwaniem (dekanat Pyrzyce archidiecezji szczecińsko-kamieńskiej).

## Historia
Świątynia została ufundowana w 1490 roku przez ówczesnego właściciela Warnic Güuntera von Billerbeck. Budowa kościoła trwała do pierwszych lat XVI wieku. W XIX wieku budowla była restaurowana, zostały zmienione wtedy otwory okienne, przemurowana została korona murów i zostały założono nowe dachy nad korpusem i nad wieżą. Świątynia została wzniesiona na planie prostokąta o wymiarach 8.6 m x 17.6 m, z wieżą zbudowaną na planie kwadratu od strony południowej. Północna ściana szczytowa posiadająca trójkątne zwieńczenie ozdobiona jest sterczynami i ostrołukowymi blendami. Kościół nakryty jest dachem dwuspadowym, natomiast wieża czterospadowym. Okna świątyni są wysmukłe, półkoliste zamknięte i ozdobione maswerkami. Ściana wschodnia wieży posiadająca ostrołukowy portal wejściowy jest bogato ozdobiona kolistymi i ostrołukowymi blendami. Drugi portal jest umieszczony we wschodniej ścianie korpusu. Wnętrze budowli jest jednoprzestrzenne. Wnętrze nakrywa strop płaski modrzewiowy, przy ścianie północnej jest umieszczona współczesna modrzewiowa empora muzyczna podparta dwoma słupami.
Podczas II wojny światowej świątynia została uszkodzona, natomiast po zakończeniu wojny została zniszczona i obrabowana. Zachowały się tylko ruiny. W 1972 roku nowy proboszcz ksiądz Czesław Sampławski po objęciu funkcji zwrócił uwagę na możliwość odbudowania świątyni, z której zachowały się tylko ruiny. Już w styczniu 1974 roku odbyło się spotkanie z przedstawicielami Wojewódzkiego Konserwatora Zabytków i została sporządzona dokumentacja, na podstawie której można było zrekonstruować kościół. Po sporządzeniu dokumentacji można było rozpocząć prace budowlane przy odbudowie świątyni. W tym samym roku został powołany Komitet Odbudowy Kościoła w Warnicach.
W latach 1974–1976 kościół został odbudowany dzięki staraniom wspomnianego wyżej księdza Czesława Sampławskiego i wysiłkom parafian. Świątynia odzyskała w dużej części pierwotny wygląd – głównie okna i ściany wykonane z czerwonej gotyckiej cegły utkane kamieniami polnymi. Taka odbudowa zyskała aprobatę ze strony konserwatora zabytków. Kościół został poświęcony w dniu 19 grudnia 1976 roku, przez księdza biskupa Jerzego Strobę.